# Vilho Petter Nenonen
Vilho Petter Nenonen, finski general in politik, * 6. marec 1883, Kuopio,  † 17. februar 1960, Helsinki.
Nenonen je bil minister za obrambo Finske med letoma 1923 in 1924.